# Lisias (rey)

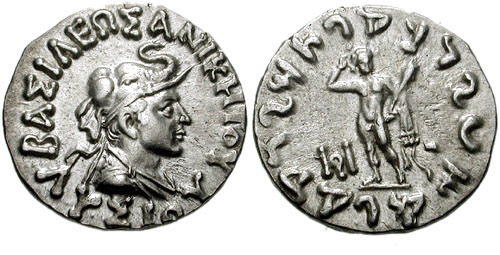
Moneda de Lisias

Lisias Anicetus (Griego: en griego antiguo: Λυσίας ὁ Ἀνίκητος; el epíteto significa "el Invencible") fue un rey indogriego.

## Tiempo de reinado
Según el numismático Bopearachchi, Lisias fue un sucesor cercano a Menandro I y Zoilo I, y por tanto puede haber gobernado alrededor 130–120 a. C. R. C. Sénior sugiere una fecha similar.
Bopearachchi sugiere que el territorio de Lisias cubría las áreas del Parapamisos y Aracosia, pero sus monedas han sido encontradas en el Punjab y es posible que gobernara la mayoría del territorio indogriego durante cierto tiempo, aunque quizás en cooperación con Antialcidas, con quien comparte la mayoría de sus monogramas.
Lisias, aparentemente reclamaba ser descendiente de Demetrio, utilizando un reverso similar de Heracles coronándose, el epíteto Invencible de Demetrio, y a veces la corona de elefante siempre usada por este rey. Un reverso similar fue también utilizado por Zoilo I, que debe haber gobernado alguna década atrás, y probablemente pudo ser enemigo de Menandro.
El gobierno de Lisias parece haber empezado después del asesinato del hijo pequeño de Menandro, Thrason, y dado que sus monedas no se parecen a las de Menandro, parece como si tanto él, como Zoilo, pertenecieran a una línea competidora. A pesar de sus magníficas acuñaciones, sus políticas eran probablemente bastante defensivas. El reino bactriano había caído recientemente, al ser invadido por los nómadas, y aunque los indogriegos trataron de evitar el mismo destino, se vieron aislados del mundo helenístico.